# Antigua (Las Palmas), Spanien
Antigua är en kommun i Spanien. Den ligger i den autonoma regionen Kanarieöarna i sydvästra delen av landet, 1 600 km sydväst om huvudstaden Madrid. Antalet invånare är 13 832 (2024). Antigua ligger på ön Fuerteventura.